# Кубок СРСР з футболу 1984
Кубок СРСР з футболу 1984 — 43-й розіграш кубкового футбольного турніру в СРСР. Володарем Кубка вшосте став клуб «Динамо» (Москва).

## 1/32 фіналу
| Дата       | Команда 1            | Рахунок            | Команда 2                   |
| ---------- | -------------------- | ------------------ | --------------------------- |
| 18.02.1984 | Гурія (Ланчхуті)     | 1:2                | Даугава (Рига)              |
| 18.02.1984 | Кайрат (Алма-Ата)    | 1:1 дч, (пен. 4:5) | СКА (Київ)                  |
| 18.02.1984 | Колос (Нікополь)     | 0:1                | Знамя труда (Орєхово-Зуєво) |
| 18.02.1984 | Кубань (Краснодар)   | 1:0 дч             | Іртиш (Омськ)               |
| 18.02.1984 | Кузбас (Кемерово)    | 3:1                | Зірка (Джизак)              |
| 18.02.1984 | Локомотив (Москва)   | 0:2                | Іскра (Смоленськ)           |
| 18.02.1984 | Металург (Запоріжжя) | 2:0                | Крила Рад (Куйбишев)        |
| 18.02.1984 | Ністру (Кишинів)     | 2:0                | Нафтовик (Фергана)          |
| 18.02.1984 | Памір (Душанбе)      | 1:1 дч, (пен. 4:2) | Динамо (Кіров)              |
| 18.02.1984 | Ротор (Волгоград)    | 1:2                | Дніпро (Могильов)           |
| 18.02.1984 | СКА (Ростов-на-Дону) | 1:0                | Шахтар (Караганда)          |
| 18.02.1984 | СКА (Хабаровськ)     | 2:1 дч             | Зоря (Ворошиловград)        |
| 18.02.1984 | СКА Карпати (Львів)  | 1:0                | Спартак (Орджонікідзе)      |
| 18.02.1984 | Таврія (Сімферополь) | 3:1                | Динамо (Батумі)             |
| 18.02.1984 | Торпедо (Кутаїсі)    | 3:1                | Металург (Липецьк)          |
| 18.02.1984 | Факел (Воронеж)      | 2:1                | Текстильник (Іваново)       |

## 1/16 фіналу
| Дата       | Команда 1                   | Рахунок | Команда 2            |
| ---------- | --------------------------- | ------- | -------------------- |
| 21.02.1984 | Динамо (Москва)             | 1:0     | Ністру (Кишинів)     |
| 22.02.1984 | Даугава (Рига)              | 0:3     | Зеніт (Ленінград)    |
| 22.02.1984 | Динамо (Київ)               | 3:1 дч  | СКА Карпати (Львів)  |
| 22.02.1984 | Динамо (Мінськ)             | 2:1     | СКА (Хабаровськ)     |
| 22.02.1984 | Дніпро (Дніпропетровськ)    | 3:2     | Кузбас (Кемерово)    |
| 22.02.1984 | Жальгіріс (Вільнюс)         | 2:0 дч  | Памір (Душанбе)      |
| 22.02.1984 | Знамя труда (Орєхово-Зуєво) | 0:1     | Арарат (Єреван)      |
| 22.02.1984 | Іскра (Смоленськ)           | 0:1     | Спартак (Москва)     |
| 22.02.1984 | Металіст (Харків)           | 2:0     | Металург (Запоріжжя) |
| 22.02.1984 | Нефтчі (Баку)               | 2:4     | СКА (Ростов-на-Дону) |
| 22.02.1984 | Пахтакор (Ташкент)          | 0:1     | Факел (Воронеж)      |
| 22.02.1984 | СКА (Київ)                  | 0:2     | Динамо (Тбілісі)     |
| 22.02.1984 | Торпедо (Москва)            | 3:0     | Таврія (Сімферополь) |
| 22.02.1984 | ЦСКА (Москва)               | 1:0     | Дніпро (Могильов)    |
| 22.02.1984 | Чорноморець (Одеса)         | 3:0     | Кубань (Краснодар)   |
| 22.02.1984 | Шахтар (Донецьк)            | 2:0     | Торпедо (Кутаїсі)    |

## 1/8 фіналу
| Дата       | Команда 1                | Рахунок            | Команда 2            |
| ---------- | ------------------------ | ------------------ | -------------------- |
| 26.02.1984 | Дніпро (Дніпропетровськ) | 1:2                | Динамо (Москва)      |
| 26.02.1984 | Жальгіріс (Вільнюс)      | 0:1                | Факел (Воронеж)      |
| 26.02.1984 | Металіст (Харків)        | 1:2                | Торпедо (Москва)     |
| 26.02.1984 | Спартак (Москва)         | 1:0                | СКА (Ростов-на-Дону) |
| 26.02.1984 | ЦСКА (Москва)            | 4:2 дч             | Динамо (Київ)        |
| 26.02.1984 | Чорноморець (Одеса)      | 1:0                | Шахтар (Донецьк)     |
| 27.02.1984 | Зеніт (Ленінград)        | 3:3 дч, (пен. 4:3) | Арарат (Єреван)      |
| 28.02.1984 | Динамо (Тбілісі)         | 0:1                | Динамо (Мінськ)      |

## 1/4 фіналу
| Дата       | Команда 1        | Рахунок            | Команда 2           |
| ---------- | ---------------- | ------------------ | ------------------- |
| 02.03.1984 | Динамо (Мінськ)  | 2:0                | ЦСКА (Москва)       |
| 02.03.1984 | Динамо (Москва)  | 3:1 дч             | Чорноморець (Одеса) |
| 03.03.1984 | Торпедо (Москва) | 0:0 дч, (пен. 6:7) | Зеніт (Ленінград)   |
| 28.04.1984 | Факел (Воронеж)  | 2:0                | Спартак (Москва)    |

## Півфінали
| Дата       | Команда 1         | Рахунок | Команда 2       |
| ---------- | ----------------- | ------- | --------------- |
| 06.06.1984 | Зеніт (Ленінград) | 1:0 дч  | Факел (Воронеж) |
| 07.06.1984 | Динамо (Мінськ)   | 0:4     | Динамо (Москва) |

## Фінал
| 24 червня 1984 |

| «Динамо» М               | 2 – 0 | «Зеніт» |
| ------------------------ | ----- | ------- |
| Газзаєв 97' Бородюк 116' | Звіт  |         |

| Центральний стадіон (Москва) Глядачів: 43 500 Арбітр: Ромуальдас Юшка (Вільнюс) |